# Ostrá skala (Cerová vrchovina)
Ostrá skala je přírodní rezervace v oblasti Cerová vrchovina.
Nachází se v katastrálním území obce Hajnáčka v okrese Rimavská Sobota v Banskobystrickém kraji. Území bylo vyhlášeno či novelizováno v roce 2001 na rozloze 17,79 ha. Ochranné pásmo nebylo stanoveno.